# Ambagai khan
Ambagai khan (mongol cyrillique : Амбагай хан), parfois écrit Ambakaï khan ou Ambaghai khan est un khan mongol dirigeant du Khamag Mongol des environs de 1146~1147 à 1156.

## Famille
Fils de Senggun yin, petit-fils de Charaqai Lingqu, arrière petit-fils de Kaidu Khan. Il est le père de Qadaan Taishi. On lui connait deux fils : Adal Qa'an, et Qada'an Taishi.

## Biographie
En 1143, lors de la guerre contre les Jin, il prend 20 forteresses aux Jin le long de leurs frontières. Probablement grâce à ses exploits, il est choisie en 1146 par Khabul Khan pour être son successeur sur le trône mongole.
En 1156, alors qu'il souhait conclure une alliance avec les Tatars, alliés des Jin, en mariant sa fille à un prince Tatar, il est trahi par ceux-ci qui le livrent au Jin. Après sa capture, il est cloué sur un âne de bois puis crucifié.